# Sisymbrium crassifolium
Sisymbrium crassifolium är en korsblommig växtart som beskrevs av Antonio José Cavanilles. Sisymbrium crassifolium ingår i släktet gatsenaper, och familjen korsblommiga växter. Inga underarter finns listade i Catalogue of Life.